# Ф'яла-Ейвіндур

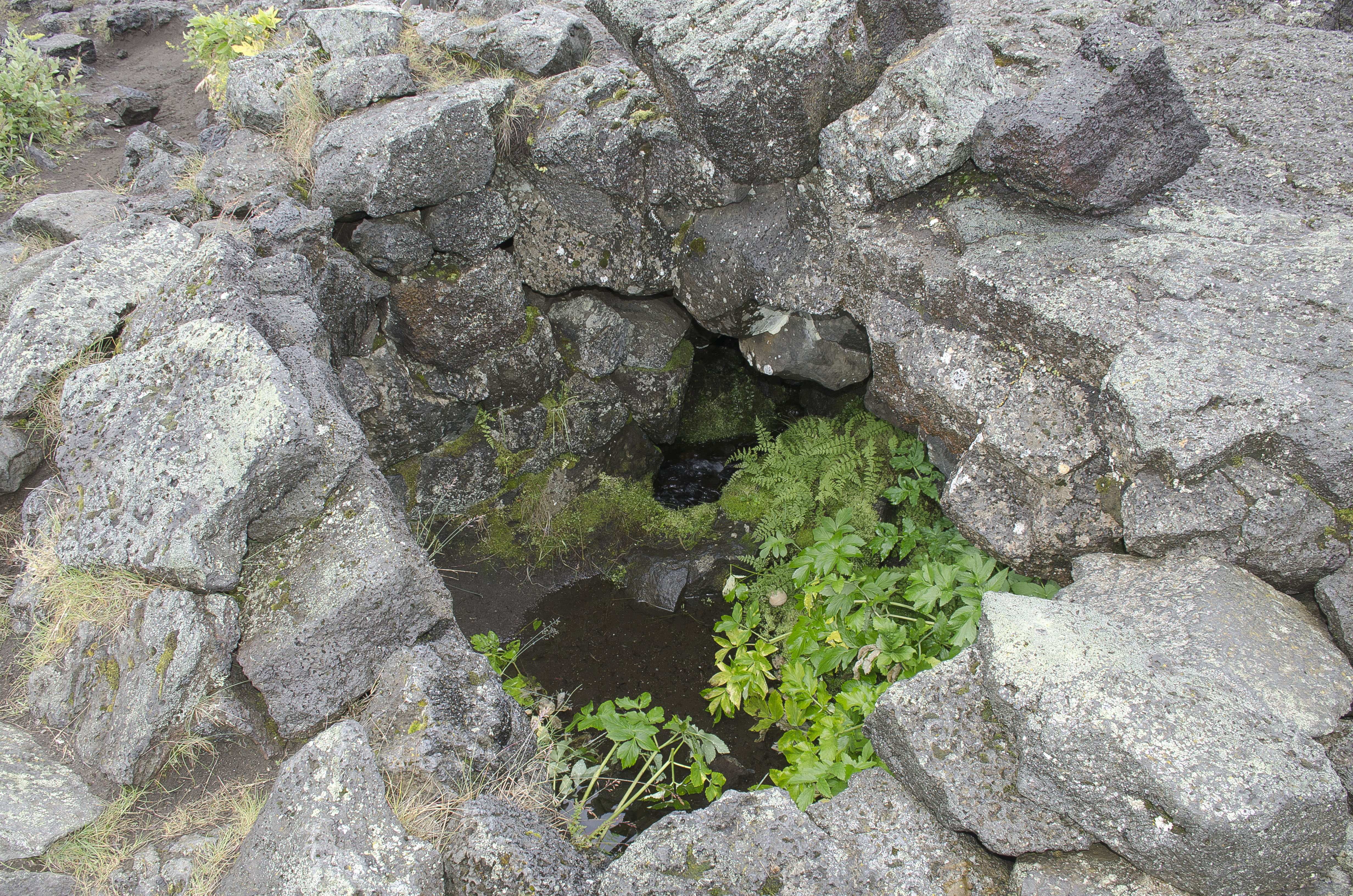
Сховок Ф'яла-Ейвіндура в Херрубрейярліндір

Ф'яла-Ейвіндур (ісландська "Ейвіндур гір"; 1714  — 1783) — ісландський злочинець. Повідомляється, що він та його дружина Халла втекли у віддалені нагір'я Ісландії після 1760 року. Вони прожили в пустелі 20 років. На його честь названо термальне джерело Ейвіндархвер.
Ісландський драматург Йоганн Сігуржонссон показав його життя у 1911 році як "Фьяла-Ейвіндур". Ця п'єса містить колискову "Sofðu unga ástin mín", яку досі використовують багато ісландських батьків. У 1918 році вистава була зроблена за шведським фільмом "Злочинець і його дружина", режисером Віктором Сьострьомом.

## Зовнішні посилання
- Хверавеллір